# Кремс (Ланд)
Кремс — політичний округ Австрійської федеральної землі Нижня Австрія. 
Округ поділено на 30 громад:

1. Гфегль (3731)
2. Дюрнштайн (911)
3. Лангенлойс (7185)
4. Маутерн-ан-дер-Донау (3317)

Ярмаркові містечка
1. Аггсбах (682)
2. Альбрехтсберг-ан-дер-Гросен-Кремс (1085)
3. Бергерн-ім-Дункельштайнервальд (1214)
4. Вайсенкірхен-ін-дер-Вахау (1424)
5. Гадерсдорф-Каммерн (1941)
6. Графенегг (2929)
7. Зенфтенберг (1971)
8. Крумау-ам-Камп (784)
9. Ленгенфельд (1425)
10. Ліхтенау-ім-Вальдфіртель (2032)
11. Марія-Лаах-ам Яуерлінг (950)
12. Мюльдорф (1425)
13. Паудорф (2364)
14. Раштенфельд (1371)
15. Россац-Арнсдорф (1191)
16. Санкт-Леонгард-ам-Горнервальд (1185)
17. Фурт-бай-Геттвайг (2738)
18. Шенберг-ам-Камп (1786)
19. Шпіц (1716)
20. Штрас-ім-Штрасертале (1519)
21. Штратцінг (809)

Сільські громади
1. Вайнзірль-ам-Вальде (1296)
2. Гедерсдорф (2099)
3. Дрос (853)
4. Рорендорф-бай-Кремс (1763)
5. Яйдгоф (1142)

## Демографія
Населення округу за роками за даними статистичного бюро Австрії